# Xian de Fusong
Le xian de Fusong (抚松县 ; pinyin : Fǔsōng Xiàn) est un district administratif de la province du Jilin en Chine. Il est placé sous la juridiction de la ville-préfecture de Baishan.

## Démographie
La population du district était de 309 286 habitants en 1999.